# Seppois-le-Haut
Seppois-le-Haut – miejscowość i gmina we Francji, w regionie Grand Est, w departamencie Górny Ren.
Według danych na rok 1990 gminę zamieszkiwało 335 osób, a gęstość zaludnienia wynosiła 53 osób/km² (wśród 903 gmin Alzacji Seppois-le-Haut plasuje się na 570. miejscu pod względem liczby ludności, natomiast pod względem powierzchni na miejscu 414.).